# Embankment (Londons tunnelbana)
Embankment är en tunnelbanestation i centrala London vid Victoria Embankment samt järnvägsstation Charing Cross. Stationen är en knutpunkt för Bakerloo line, Circle line, District line samt Northern line och öppnade år 1870 där dagens Circle line samt District line trafikerar. 1906 tillkom Bakerloo line samt slutligen 1914 Northern line. 

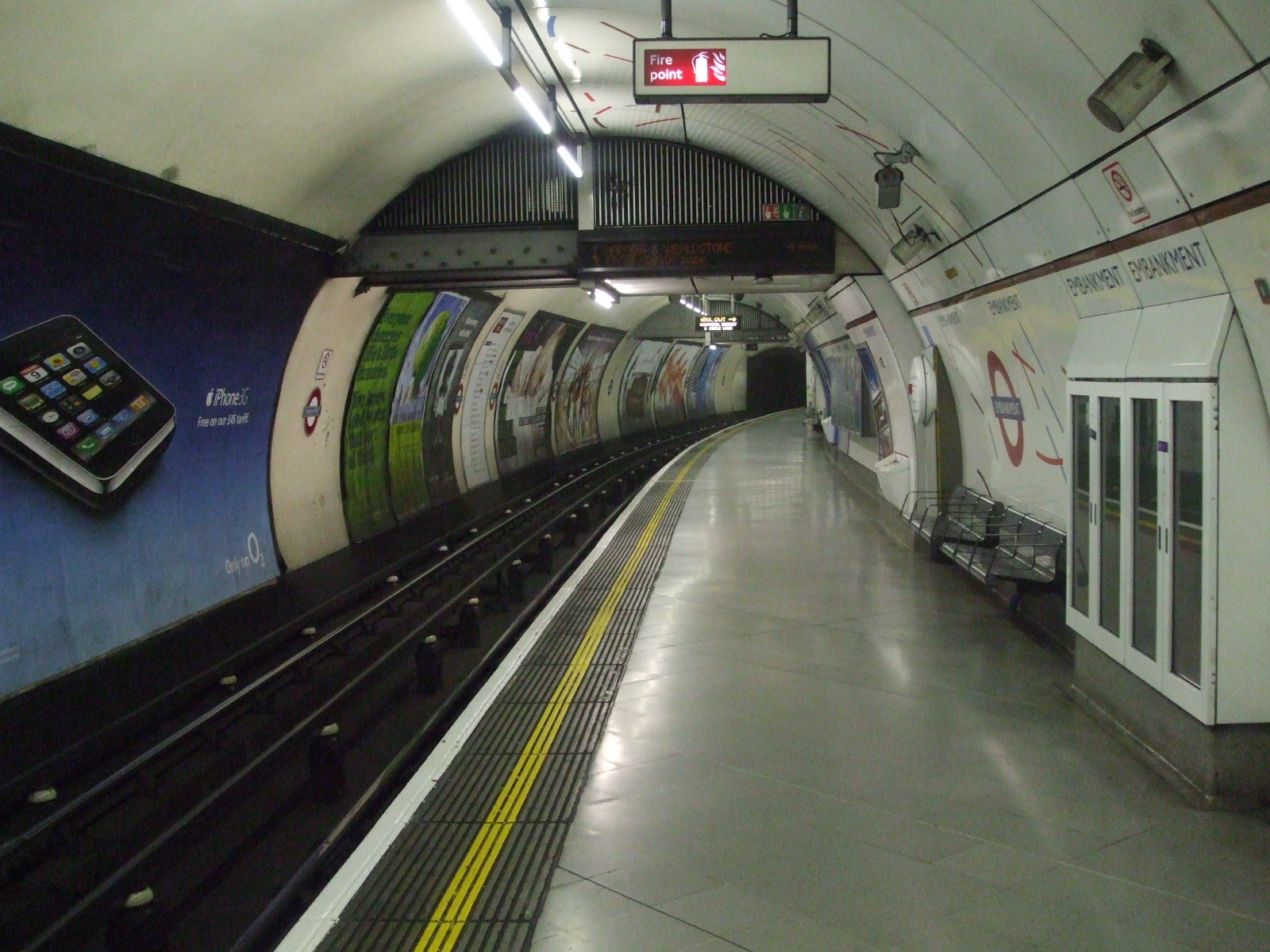
Bakerloo line.
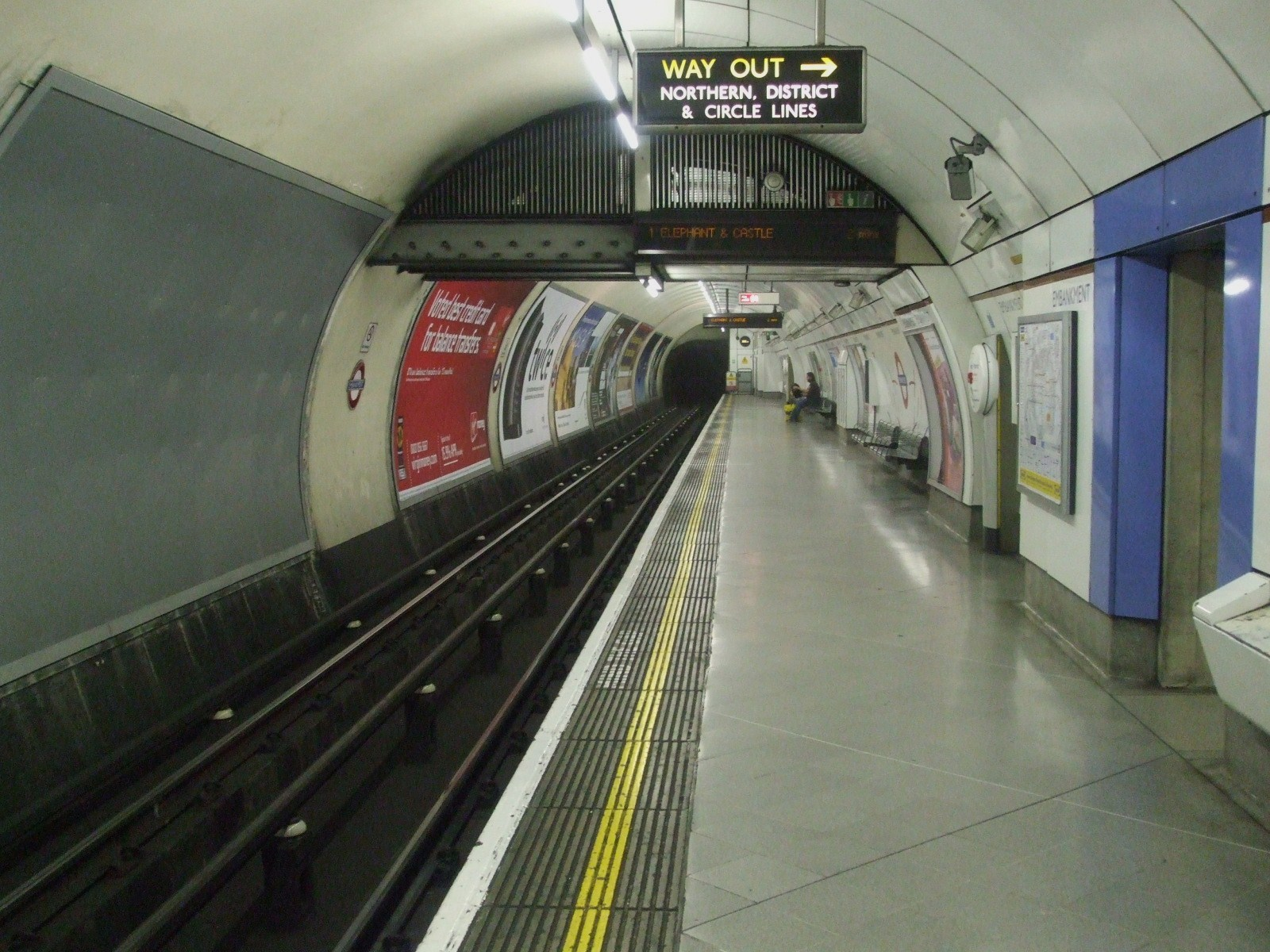
Bakerloo line.
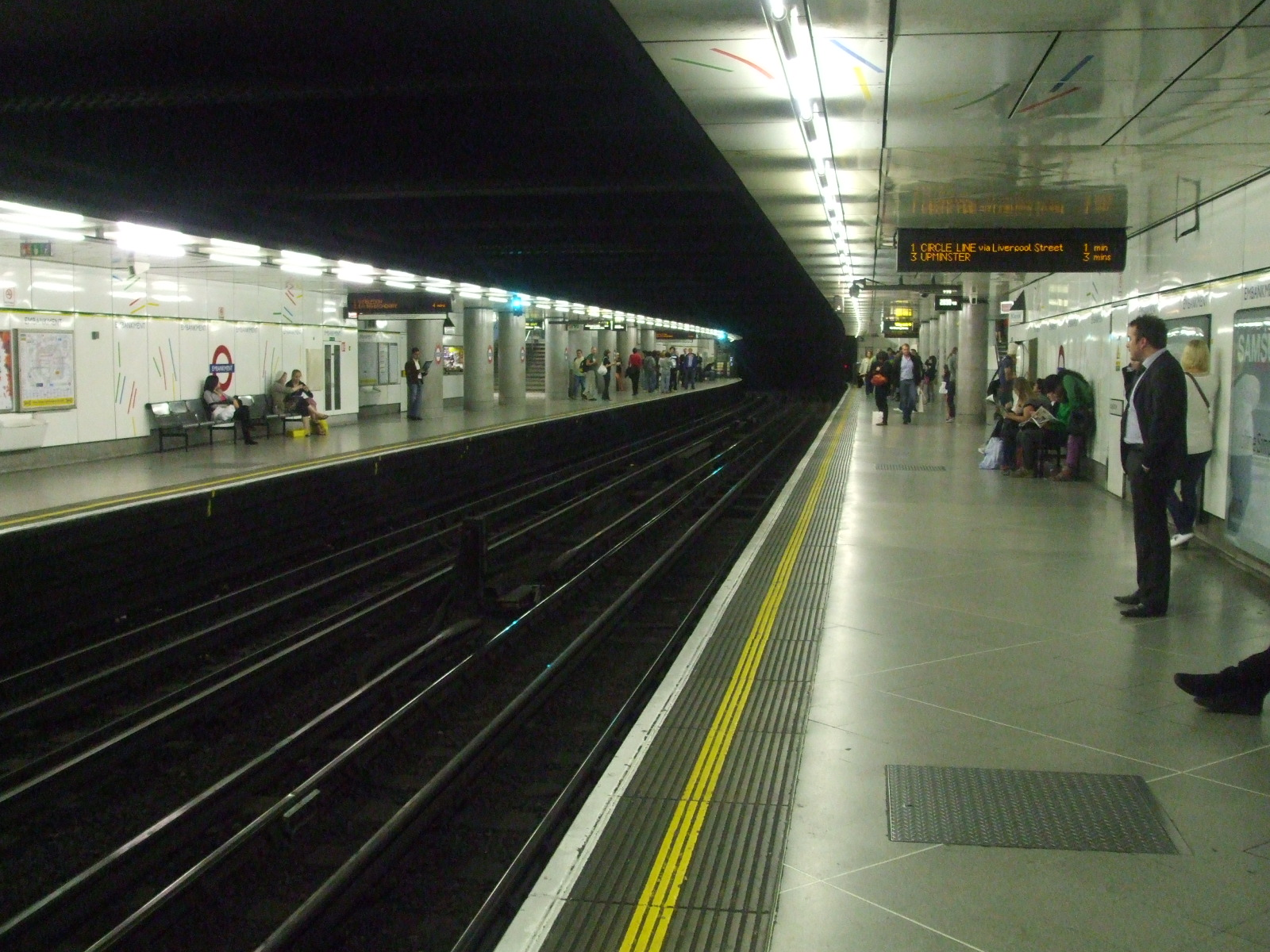
Circle line & District line.
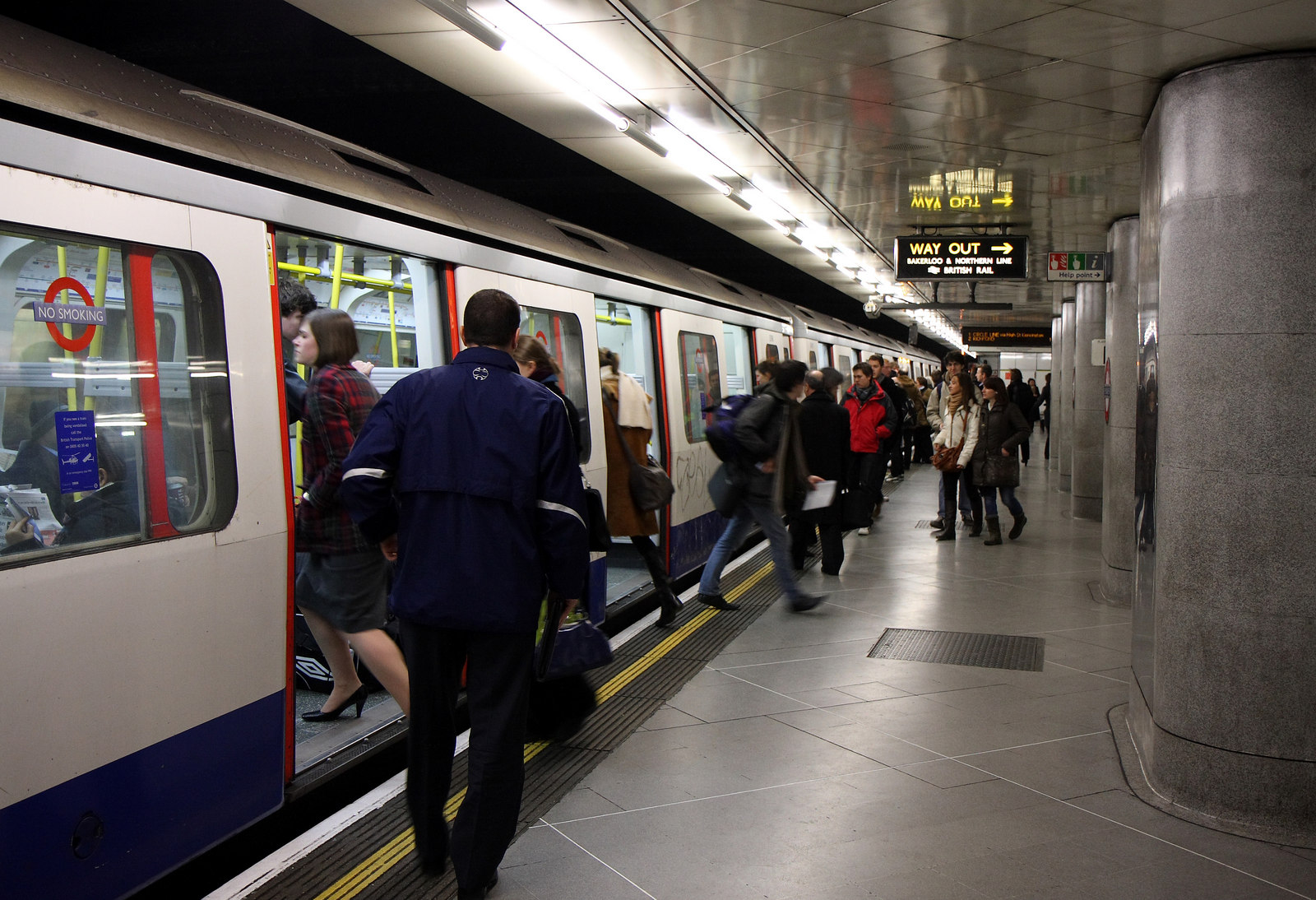
Circle line & District line.
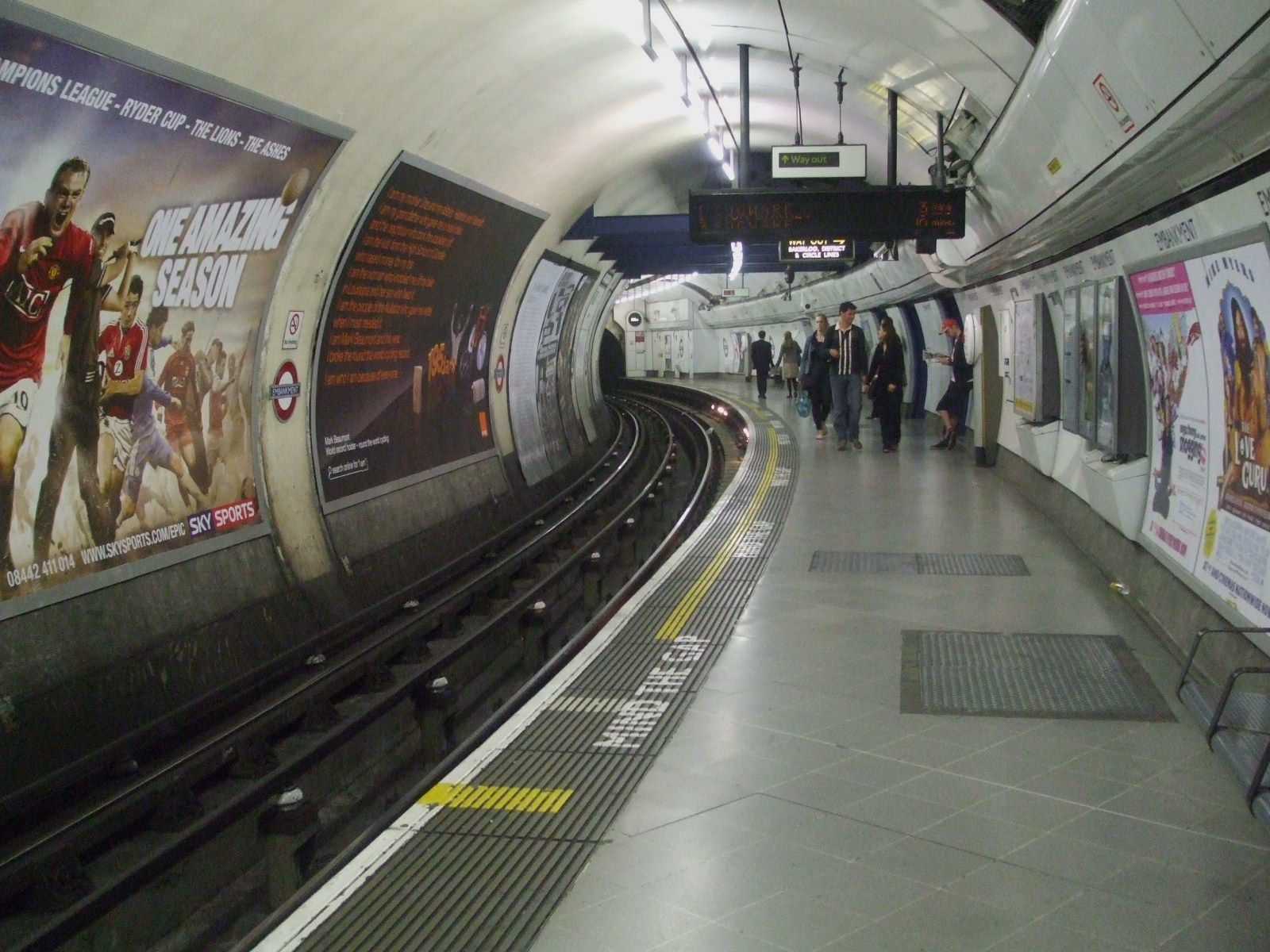
Northern line.
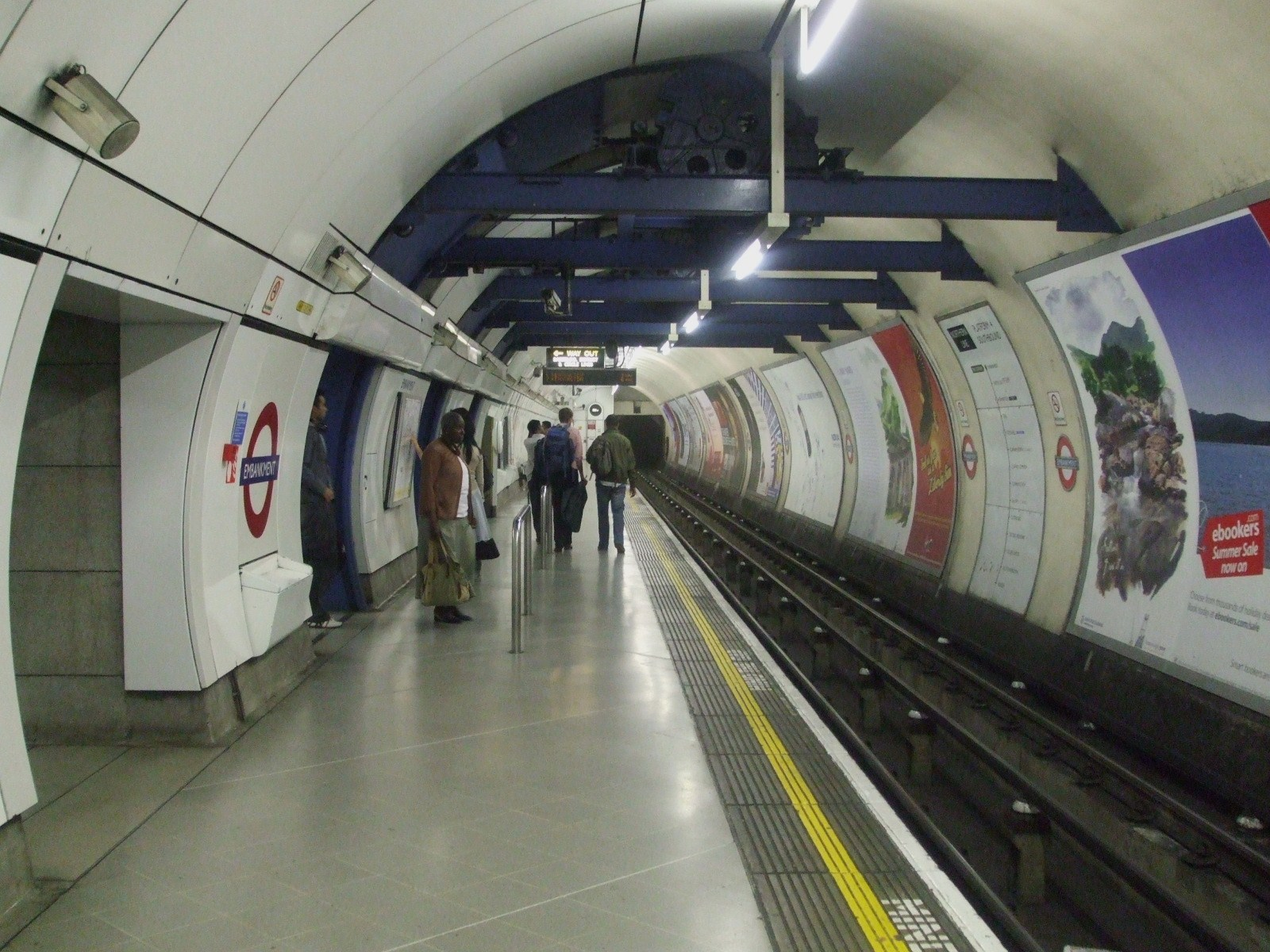
Northern line.